# Cosumnoperla
Cosumnoperla is een geslacht van steenvliegen uit de familie Perlodidae. De wetenschappelijke naam van het geslacht is voor het eerst geldig gepubliceerd in 1987 door Szczytko & Bottorff.

## Soorten
Cosumnoperla omvat de volgende soorten:
- Cosumnoperla hypocrena Szczytko & Bottorff, 1987
- Cosumnoperla sequoia Bottorff, 2007